# Meloimorpha cincticornis
Meloimorpha cincticornis är en insektsart som beskrevs av Walker, F. 1870. Meloimorpha cincticornis ingår i släktet Meloimorpha och familjen syrsor. Inga underarter finns listade i Catalogue of Life.